# Guasabra
Laureles (Guasabra) es un centro poblado del municipio de Santa Fe de Antioquia en el departamento de Antioquia (Colombia).

## Historia
Guasaba seencuentra en una zona montañosa fundado oficialmente por acuerdo municipal en junio de 1917, pero que existía como tal desde el siglo XIX. Fue abandonado por un supuesto resquebrajamiento en la cordillera y trasladado por sus habitantes a un pueblo nuevo llamado Laureles en la montaña vecina.   
El único templo del Sagrado Corazón de Jesús fue declarado patrimonio cultural municipal por el acuerdo 010 del 22 de agosto de 2008, sin embargo son en realidad dos iglesias: la del pueblo viejo que aún persiste y la relativamente reciente de Laureles.  

## Geografía
- Altitud: 1717 metros.
- Latitud: 6° 30' 0" N
- Longitud: 75° 55' 59" O